# Piophila subdolus
Piophila subdolus är en tvåvingeart som först beskrevs av Johnson 1922.  Piophila subdolus ingår i släktet Piophila och familjen ostflugor. Inga underarter finns listade i Catalogue of Life.